# Puertasaurus
Puertasaurus (Puertaödla) är det vetenskapliga namnet på ett släkte växtätande dinosaurier som beskrevs 2005. Den tillhörde ordningen sauropoder och familjen titanosaurider. Bland nära släktingar kan nämnas Argentinosaurus, Andesaurus och Titanosaurus. Den levde under senare delen av kritaperioden för ca 70 miljoner år sedan i Argentina. Puertasaurus är troligen den största dinosaurie som blivit beskriven.
Den enda kända arten är Puertasaurus reuili.

## Mer omPuertasaurus
De första lämningarna av Puertasaurus hittade man 2001 men det dröjde hela fem år innan man publicerade resultaten. Redan när de första fynden gjordes kallades den "den största dinosaurie man någonsin hittat". Då beräknades längden upp till 35-40 meter vilket skulle göra den betydligt större än nära släktingarna Argentinosaurus och Andesaurus. Numera beräknas längden till ca 27-35 meter och vikten upp till 50-110 ton, vilket ändå gör den större än tidigare "rekordhållaren" Argentinosaurus.
Hittills har man inte hittat mycket skelettdelar från Puertasaurus. Trots det utgår forskarna från att den var väldigt lik andra titanosaurider och andra sauropoder från andra familjer. Lång hals och svans, jättelik kropp och pelarlika ben för att bära upp och förflytta den kolossala vikten. Så gott som alla kända sauropoder var flockdjur så det finns inget som talar mot att även Puertasaurus var det. Man vet också att många andra titanosaurider la sina ägg i stora kolonier, vilket tyder på att även Puertasaurus hade detta beteende.
Puertasaurus levde i slutet av krita, dvs i slutet av dinosauriernas "era". Fyndet är överraskande då man tidigare inte hittat säkra fynd av de största sauropoderna så sent i krita. Detta visar att jättelika sauropoder antagligen överlevde ända fram till slutet av krita, åtminstone på sydliga kontinenter.
Dinosauren är den senaste i raden av jättelika titanosaurider som hittats i Sydamerika senaste 15 åren och blivit vetenskapligt beskriven. Alla är de bland de största dinosaurier man någonsin hittat. I Argentina har man under samma tid också hittat några av de allra största kända köttätande dinosaurierna som till exempel Giganotosaurus och Mapusaurus. Argentinska paleontologer är övertygade om att många fler spektakulära fynd kommer göras i regionen i framtiden.